# Chiwaukum Mountains
Die Chiwaukum Mountains sind ein Nord-Süd-orientierter Gebirgszug im zentralen Teil des US-Bundesstaates Washington zwischen 47°41'N / 120°56'W und 47°45'N / 12°54'W.
Die Berge bestehen aus Glimmerschiefer und sind Teil des Nason Terran. Die ursprünglichen Gesteine des Nason Terran wurden vor 210 Millionen Jahren abgelagert. Der Terran stieß damals mit der Westküste des Kontinents zusammen, und der Batholith Mount Stuart drang in der späten Kreidezeit in dieses Gebiet ein. Das Eindringen granitischer Gesteine formte den Fels zu Glimmerschiefer um.
Im Juli 2014 brannte das Chiwaukum Creek Fire die Ostflanke der Chiwaukum Mountains nieder.
Liste einiger Gipfel:

- Big Chiwaukum		 – 8.081 ft (2.463 m) – 47° 42′ N, 120° 56′ W[2]
- Snowgrass Mountain – 7.041 ft (2.146 m) – 47° 41′ N, 120° 56′ W[3]
- Big Jim Mountain	 – 7.375 ft (2.248 m) – 47° 40′ N, 120° 50′ W[4]

Nahegelegene Gipfel:
- Jim Hill Mountain	 – 6.384 ft (1.946 m) – 47° 44′ N, 121° 0′ W[5]
- Cowboy Mountain	 – 5.440 ft (1.658 m) – 47° 44′ N, 121° 6′ W[6]